# Die zu mir sprechen
Die zu mir sprechen ist ein deutsches Drama von Regisseur und Drehbuchautor Antoine Matuttis, das im Jahr 2022 veröffentlicht wurde. Der Film handelt von einer jungen Frau, die nach einem Klinikaufenthalt medikamentös behandelt wird, um mit einer psychischen Erkrankung im Alltag umgehen zu können.
Die Veröffentlichung des Filmes erfolgte am 1. Januar 2022 auf Amazon Prime.

## Handlung
Wendy wird nach einem längeren Aufenthalt aus einer psychiatrischen Klinik entlassen und darauf hingewiesen, dass sie regelmäßig Tabletten einnehmen muss, um die Symptome ihrer psychischen Krankheit zu unterdrücken. Zentraler Bestandteil ihrer psychischen Symptome sind akustische Halluzinationen, die sich in Form von hörbaren Stimmen in Wendys Kopf äußern.
Anstatt in ihr gewohntes Umfeld in Frankfurt zurückzukehren, kommt sie vorerst bei ihrer Großmutter in einem abgelegenen Landhaus unter, während ihr Vater aufgrund seiner Arbeit nach Frankfurt zurückkehrt. 
Nachdem Wendy ihre Tabletten wie geplant einnimmt, beschließt sie nach kurzer Zeit, aufgrund von Nebenwirkungen, wie beispielsweise Kopfschmerzen, ihre Medizin selbst abzusetzen. Dies resultiert in der Rückkehr ihrer psychischen Symptome und einem Ohnmachtsanfall.
Nach ihrem Ohnmachtsanfall wird Wendy von einem ehemaligen Bekannten auf dem Boden eines Waldes liegend entdeckt. Als sie erwacht, erkennt sie den Bekannten direkt wieder – es handelt sich um einen ehemaligen Freund aus der Kindheit, welcher den Namen Philip trägt. Philip ist laut eigener Aussage nun als Jäger tätig und trägt ein entsprechendes Gewehr auf dem Rücken bei sich.
Er bringt Wendy zurück zu ihrer Großmutter, die Philip ebenfalls zu kennen scheint. Gemeinsam verabreden sie sich alle drei zu einem Abendessen am folgenden Tag. Bei dem gemeinsamen Abendessen kehren Wendys Stimmen erneut zurück. Philip und die Großmutter sprechen über einen Mann, der vor einigen Tagen unerklärlich verschwunden sei. Philips Aussage zufolge sei eine Journalistin im Geschäft seiner Mutter gewesen und hätte ihn diesbezüglich ausgefragt. Die Stimmen in Wendys Kopf mutmaßen, dass Philip den Mann möglicherweise selbst erschossen haben könnte. Wendy will dies zunächst nicht glauben, beschließt aber Nachforschungen anzustellen, um die Wahrheit über den verschwundenen Mann herauszufinden.
Wendys Stimmen wirken zunehmend stark auf sie ein und rufen sichtbare emotionale Reaktionen in ihr hervor: Als sie mit ihrer Großmutter eines Abends einen Tee trinkt, bricht sie schließlich in Tränen aus. Im nächsten Moment wird Wendy von einer plötzlichen Müdigkeit überrascht und muss von ihrer Großmutter zu Bett gebracht werden. 
Am nächsten Morgen wacht Wendy alleine in dem Landhaus auf. Auf der Suche nach ihrer Großmutter bemerkt sie ein klingelndes Telefon im Gang des Hauses und hebt ab. Bei dem Anrufer handelt es sich um Philip, der von einem geplanten gemeinsamen Treffen im Rahmen einer alten Tradition berichtet. Als Wendy Fragen stellt, legt er auf. Besorgt ruft Wendy ihren Vater an, um diesen darum zu bitten, sie abzuholen und zurück nach Frankfurt zu bringen. Als Wendy plötzlich Schreie aus dem Keller des Landhauses vernimmt, beschließt sie aufzulegen und aus dem Haus zu rennen. Direkt vor der Eingangstüre trifft sie unmittelbar auf ihre Großmutter und Philip. Sie flüchtet und rennt in ein dicht bewachsenes Maisfeld, während sie von Philip verfolgt wird. Als Wendy schließlich vor Erschöpfung auf den Boden sinkt, setzt sich Philip wortlos neben sie ins Gras.
Abschließend holt Wendys Vater sie mit dem Auto ab und weist darauf hin, dass ein Leben ohne ihre Tabletten für Wendy nicht möglich sei. Gemeinsam fahren sie davon und lassen Philip und die Großmutter zu zweit im Landhaus zurück.

## Hintergrund
In einem Interview mit der Badischen Zeitung beschrieb Regisseur, Antoine Matuttis, dass der Film mit einem Gesamtbudget von nur 2500 Euro realisiert wurde. Zum Teil wurde das Projekt seiner Aussage nach durch eine Kickstarter-Kampagne und eigene Mittel finanziert. Der Rest des Geldes soll von der Hochschule Offenburg stammen, die Bachelorprojekte ihrer Studierenden unterstützt. Die Schauspieler und Crew-Mitglieder soll Matuttis zum Teil über Facebook-Gruppen für Filmschaffende gefunden haben, während der Rest der Beteiligten aus seinem eigenen Bekanntenkreis stammte.